# Philoponella gibberosa
Philoponella gibberosa es una especie de araña araneomorfa del género Philoponella, familia Uloboridae. Fue descrita científicamente por Kulczynski en 1908.
Habita en Indonesia (Java).